# Palestrina kórus
A Palestrina kórust Gmauf László katolikus pap alapította 1917-ben Giovanni Pierluigi da Palestrina munkáinak jobb megismertetése céljából. Harmat Artúr 1921-ben vette át irányítását. A kórus új műveket mutatott be sikerrel. 1923-ban a kórus tartotta Kodály Zoltán Psalmus Hungaricusának ősbemutatóját, kéziratból.
Halmos László a Palestrina Kórus, valamint a győri Székesegyház, zenei vezetője volt, 1931. augusztustól élt Győrben. Vaszy Viktor 1935-től 1941-ig volt a kórus karnagya.
Bárdos Lajos 1929-től a Palestrina Kórus élén főleg oratóriumokat mutatott be. 1941-ben a Palestrina és a Cecília Kórus egyesítésével megalapította a Budapesti Kórust.